# Montbrison-sur-Lez
Montbrison-sur-Lez este o comună în departamentul Drôme din sud-estul Franței. În 2009 avea o populație de 312 de locuitori.

## Evoluția populației
| An        | 1975 | 1982 | 1990 | 1999 | 2006 | 2009 |
| --------- | ---- | ---- | ---- | ---- | ---- | ---- |
| Populație | 198  | 258  | 266  | 312  | 310  | 312  |